# General major
General major, major general, major-general, general de divisió, o general de brigada és un grau militar que es fa servir en molts països. Deriva de l'antic grau de Sergent Major General. Un Major General és un oficial d'alta graduació, normalment subordinat al grau de Tinent General i superior al grau de Brigadier i Brigadier General. A l'OTAN el Major General té un codi d'OF-7, i es considera que té un grau de 2 estrelles. A més, el general de brigada d'alguns països de l'Amèrica Llatina, com al Brasil i Xile, és equivalent a major general. També, com al Japó o Taiwan, és un grau de comandant de brigada en països com Portugal.

## Insígnies

### Exèrcit de Terra

Tercer Reich Alemany Generalleutnant
Exèrcit Austrohongarès Generalmajor
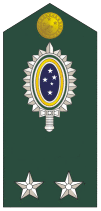
Exércit Brasil General-de-Brigada
Exèrcit Canadenc Major General
Exèrcit Colombià Major General
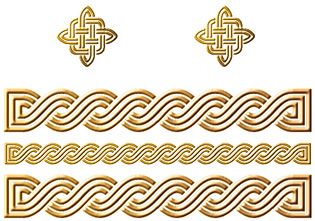
Exèrcit Croata General bojnik
Exèrcit Egicpi Major General لواء
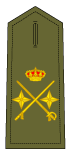
Exèrcit de Terra Espanyol General de División
Exèrcit dels Estats Units Major general
Exèrcit Grec Υποστράτηγος
Forces de Defensa d'Israel אלוף
Exèrcit Italià Generale di Divisione Maggiore Generale
Força Terrestre d'Autodefensa del Japó Rikushōho
Exèrcit Neerlandès Generaal-majoor
Exèrcit Norueg Generalmajor
Exèrcit Britànic Major-General
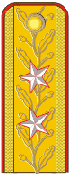
Exèrcit Romanès General-maior
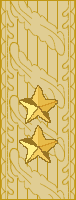
Exèrcit Suec Generalmajor
Exércit Xile General de brigada

### Força Aèria

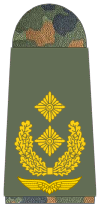
Alemanya
Forces Aèires Canadenques Major General
Dinamarca
Exèrcit de l'Aire Espanyol (Espanya) General de División
Força Aèria dels Estats Units Major General
Grècia (Υποπτέραρχος)
Força Aèria d'Autodefensa del Japó Kūshōho
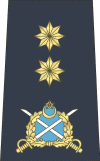
Força Aèria del Pakistan Vicemariscal de l'Aire
Polònia
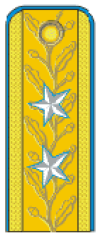
Romania
Royal Air Force Air Vice-Marshal
Reial Força Aèria Tailandesa พล อากาศ ตรี (Phon Akat Tri)